# NGC 3938
NGC 3938 is een spiraalvormig sterrenstelsel in het sterrenbeeld Grote Beer. Het hemelobject werd op 6 februari 1788 ontdekt door de Duits-Britse astronoom William Herschel.
In het sterrenstelsel zijn de volgende supernovas geobserveerd:
- SN 1961U
- SN 1964L
- SN 2005ay

## Synoniemen
- UGC 6856
- MCG 7-25-1
- ZWG 214.34
- ZWG 215.2
- IRAS11502+4423
- PGC 37229